# Пирински игловръх
Пиринският игловръх (Alyssum pirinicum (Stoj. & Acht.) Ancev) е многогодишно тревисто туфесто растение от семейство Кръстоцветни (Brassicaceae). То е български ендемит и глациален реликт. Вписано е в Червената книга на България и в Закона за биологичното разнообразие като застрашен вид.

## Описание
Пиринският игловръх е многогодишно тревисто рехаво туфесто растение. Стъблата му са полегнали и приповдигащи се, в основата си с листни розетки с обратнояйцевидни листа, сиви до сребристобели, гъсто покрити със звездовидни власинки. Съцветието е късо, гроздовидно. Цветовете са златистожълти. Плодовете са с дължина 5 – 7 mm, шушулчиците са широкоелипсовидни, влакнести. Семената са по две във всяко гнездо, кафяви, по ръбовете с тясно крилце.
Пиринският игловръх цъфти през юли – август и плодоноси през септември – октомври. Опрашва се от насекоми, а се размножава със семена и вегетативно.

## Разпространение
Пиринският игловръх вирее само в Северен Пирин, във високопланинския пояс на планината, на надморска височина от (2200)2500 до 2890 m. Среща се по открити тревисти, каменисти и скалисти варовити терени, на плитки хумусно-карбонатни, ерозирани и неразвити почви. Популациите му са разкъсани – групи от по няколко растения.

## Застрашеност
Популациите от пирински игловръх са застрашени както от многобройните туристи, така и от природни фактори: ерозионните процеси, порои, свличане на скални маси.

## Опазване
За да бъде опазен, пиринският игловръх е обявен за защитен вид съгласно Закона за биологичното разнообразие. Находищата му са в границите на националния парк „Пирин“ и в резервата „Баюви дупки – Джинджирица“. Те са в защитена зона от Европейската екологична мрежа „Натура 2000“ в България. Вписан е в Червената книга на България.
Необходим е мониторинг на състоянието на популациите, за да се оптимизира режимът за охрана, и ограничаване на движението на туристи извън означените маршрути; проучване на възможностите за отглеждане на вида в ботанически колекции.